# Падав торішній сніг
«Падав торішній сніг» (рос. «Падал прошлогодний снег») — радянський анімаційний фільм, знятий в 1983 році кінорежисером Олександром Татарським за сценарієм Сергія Іванова. Фільм отримав приз «Срібний Кукер» на міжнародному кінофестивалі в Болгарії.
В основі сюжету — кумедна новорічна казка про мужика, який напередодні свята пішов на пошуки ялинки. Афористичні репліки персонажів фільму, повні абсурдистського гумору, перетворилися на народні приказки.
Музика з фільму, написана Григорієм Гладковим, звучала на церемонії похорону Олександра Татарського.

## Сюжет
Історія починається з того, що дружина посилає головного героя (дурнуватого, хитрого і ледачого мужика) в ліс за новорічною ялинкою. В дорозі з ним відбуваються різні несподівані події.
Сюжет має дві пов'язані історії. У першій частині розповідається про мужика, який побачив у лісі зайця і розмріявся, як він розбагатіє на тварині. У підсумку він випадково полохає зайця і залишається ні з чим. У другій частині головний герой виявляється в хатинці на курячих ніжках, де з ним відбуваються неймовірні перетворення, після чого він знову знаходить власний вигляд.
Історія закінчується словами оповідача про те, як мужик ходив за ялинкою втретє і добув її, але це було вже навесні, і йому довелося віднести ялинку назад.

## Над фільмом працювали
- Автори  сценарію: — Сергій Іванов
- Композитори: — Григорій Гладков, Ігор Кантюков (Аранжування)
- Режисери: — Олександр Татарський
- Художники-постановники: — Людмила Танасенко
- Художники-мультиплікатори: —
- Олександр Федулов,  Валерій Токмаков,
- Борис Савін,  Юрій Бутирин,
- Олександр Татарський,  Ірина Гундарева,
- Володимир Спорихін, Владлен Барбе
- Художники: —
- Олена Косарєва,
- Ігор Романов,
- Ірина Черенкова,
- Ольга Прянишнікова,
- Олег Ткаленко,
- Тетяна Кузьміна
- Оператори: — Йосип Голомб
- Ролі  озвучували: — Станіслав Садальський, Світлана Харлап
- Звукооператори: — Неллі Кудріна
- Монтажери: — Любов Георгієва
- Редактори: — Аліса Феодоріді
- Директори  картини: — Зінаїда Сараєва